# Viola replicata
Viola replicata W.Becker – gatunek roślin z rodziny fiołkowatych (Violaceae). Występuje endemicznie w Peru – w regionie Ancash. 

## Morfologia
LiścieBlaszka liściowa jest siedząca, omszona, mniej lub bardziej sina i ma odwrotnie jajowaty kształt. Mierzy 10–15 cm długości oraz 2–3 cm szerokości, z zakrzywionym wierzchołkiem.
Gatunki podobneRoślina jest podobna do gatunku V. bangii, lecz różni się od niego omszoną, mniej lub bardziej siną blaszką liściową o odwrotnie jajowatym kształcie z zakrzywionym wierzchołkiem.

## Biologia i ekologia
Rośnie na łąkach i skarpach. Występuje na wysokości około 4500 m n.p.m.